# شهرستان هاگا، توچیگی

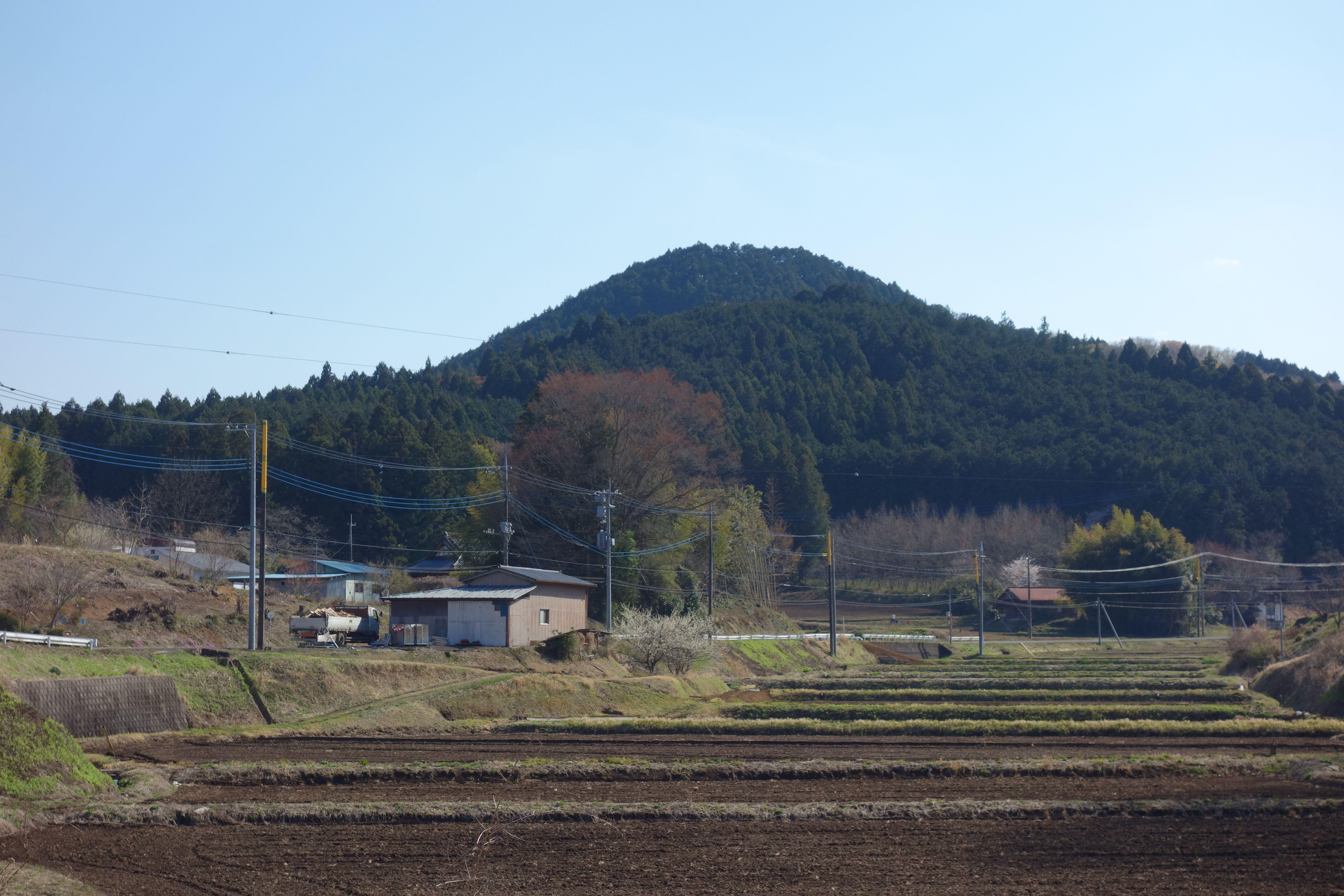
نمایی از شهرستان هاگا در استان توچیگی، ژاپن - ۲۰۱۹

شهرستان هاگا (انگلیسی: Haga District, Tochigi) یکی از شهرستان‌های ژاپن است که در استان توچیگی در ژاپن واقع شده‌است. در سال ۲۰۱۱ جمعیت این شهرستان ۶۶٬۸۵۲ نفر و تراکم جمعیت ۱۶۹ نفر در کیلومتر مربع بوده‌است مساحت این شهرستان ۳۹۶٬۷۲ کیلومتر مربع است.